# توماس كورتس
توماس كورتس (بالألمانية: Thomas Kurz) هو لاعب كرة قدم ألماني في مركز الهجوم، ولد في 3 أبريل 1988 في آلتوتينغ في ألمانيا. لعب مع بايرن ميونخ 2 ويان ريغينسبورغ.

## وصلات خارجية
- توماس كورتس على موقع قاعدة بيانات كرة القدم.إي يو (الإنجليزية)
- توماس كورتس على موقع بيانات كرة القدم. دي إي (الألمانية)
- توماس كورتس على موقع عالم كرة القدم.نت (الإنجليزية)